# 塔布 (女演員)
塔布（英語：Tabu，1971年11月4日—），印度電影演員。她主要在印地語電影演出，她還出演過眾多的泰盧固語，泰米爾語，馬拉雅拉姆語，馬拉地語，孟加拉語以及好萊塢電影，曾獲得兩次印度國家電影獎。塔布曾演出电影《少年PI的奇幻漂流》和《调音师》等。

## 家庭
塔布蘇姆·法蒂瑪·哈什米（Tabassum Fatima Hashmi）出生於海德拉巴的一個穆斯林家庭，父母是賈馬爾·阿里·哈什米（Jamal Ali Hashmi）和里茲瓦納（Rizwana）。她的父母很快就離婚了。她的母親是一名學校教師，她的外公外婆是經營學校的退休教授。她的外祖父穆罕默德·阿赫桑是一位數學教授，她的外祖母是一位英國文學教授。她在海德拉巴Vijayanagar Colony的聖安中學完成學業。塔布於1983年搬到孟買，在聖澤維爾學院學習了兩年。她是沙巴納·阿茲米、坦維·阿茲米和巴巴·阿茲米的侄女，也是女演員法拉·納茲的妹妹。